# Viken Berberian
Pour les articles homonymes, voir Berberian.
Viken Berberian, né en 1967 à Beyrouth, est un écrivain américain d’origine arménienne.

## Biographie
Il grandit à Los Angeles, ayant quitté le Liban lors de la guerre civile de 1975. Il effectue ses études à l'université Columbia ainsi qu'à la London School of Economics.
Ses œuvres sont publiées par de nombreux journaux et revues, comme Inculte (Éditions Inculte en France), le New York Times, le Los Angeles Times, le Financial Times, Granta, Foreign Affairs, The Nation, le Monde Diplomatique, le  London Magazine, BOMB, Kometa, et le New York Review of Books. Ses livres ont été traduits en français, italien, allemand, néerlandais et hébreu.
Il obtient en 2009 une bourse de la création du Centre National du Livre, en 2013 une bourse du Soros Foundations, en 2015 une bourse de la création du Conseil des Arts et des Lettres du Québec, et en juin 2024 il devient lauréat de la Fondation Albertine, une fondation américaine qui soutient, en partenariat avec les services culturels de l'Ambassade de France aux États-Unis et Villa Albertine, la création contemporaine.

## Prix
- Prix d'excellence en enseignement, 2024, Université américaine[5].

- Université Stanford, William Saroyan International Writing Prize,

liste des romans sélectionnés, 2003. 
- Barnes & Noble Discover Great New Writers Selection, 2002[7].

- Université Columbia, Anahid Literary Award, 2002[8].

## Œuvres traduites en français
- Das Kapital, [« Das Kapital : a novel of love and money markets »], trad. de Claro, Paris, Éditions Gallmeister, coll. « Americana », 2008, 189 p.  (ISBN 978-2-35178-022-0)[9],[10]
- Le Cycliste, [« The Cyclist »], trad. de Claro, Vauvert, France, Éditions Au Diable Vauvert, 2012, 285 p.  (ISBN 978-2-84626-425-9)
- La Structure est Pourrie, Camarade, [ « The Structure Is Rotten, Comrade »], roman graphique avec Yann Kebbi (illustré), trad. de Claro, Arles, Éditions Actes Sud, 2017, 336 p.  (ISBN 978-2-330-07277-3)